# Karl Aage Præst
Karl Aage Præst   (Copenhaguen, 26 de febrer de 1922 - Frederiksberg, 19 de novembre de 2011) fou un futbolista danès de la dècada de 1940.
Fou 24 cops internacional amb la selecció de Dinamarca amb la qual participà en els Jocs Olímpics d'Estiu de 1948.
Pel que fa a clubs, defensà els colors de Østerbros Boldklub, Juventus i Lazio.